# Stadtbefestigung Rüthen

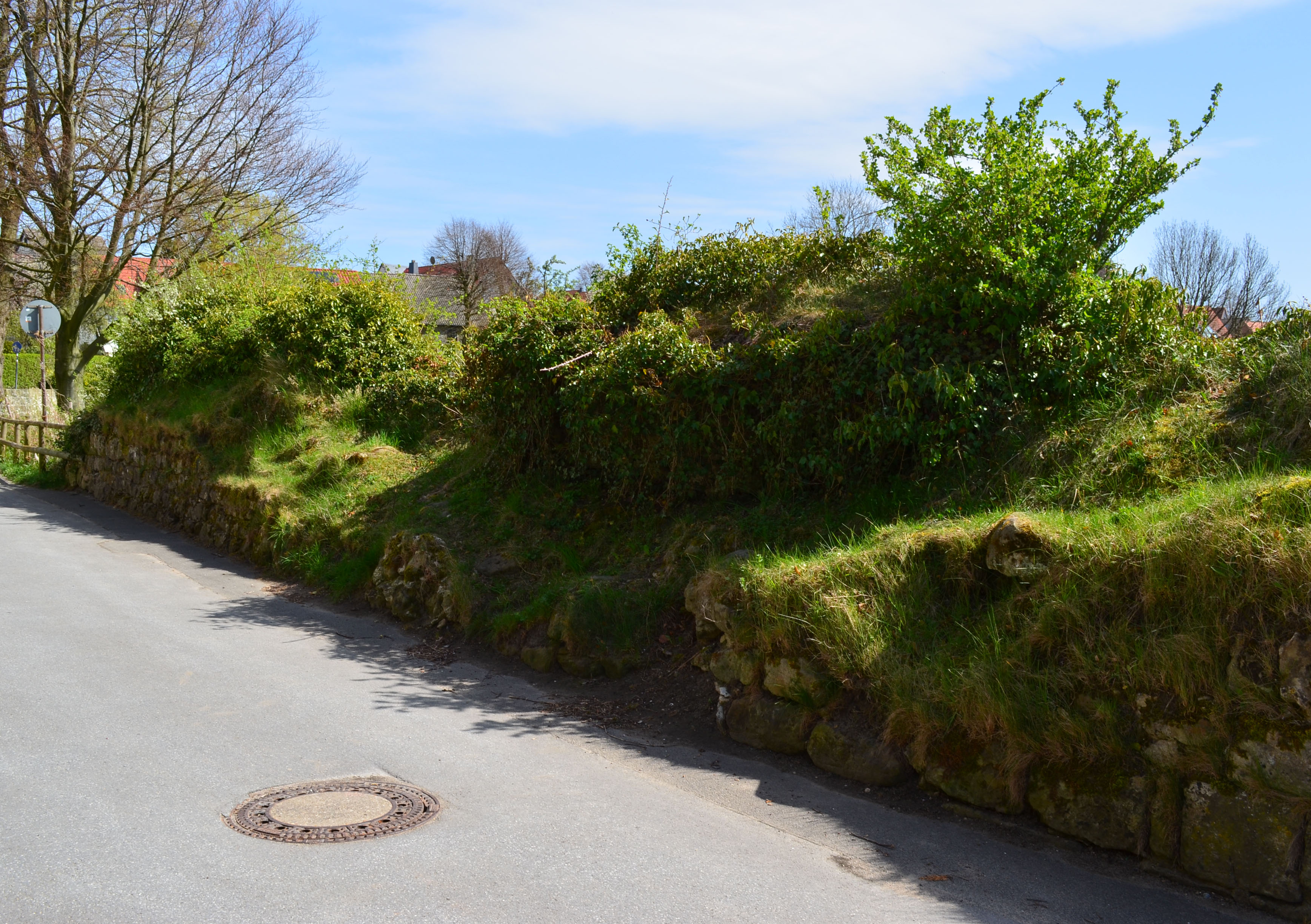
Reste der alten Stadtmauer

Die Stadtbefestigung Rüthen war eine mittelalterliche Befestigungsanlage zum Schutz vor Angreifern. Rüthen liegt im Kreis Soest in Nordrhein-Westfalen.

## Geschichte und Architektur

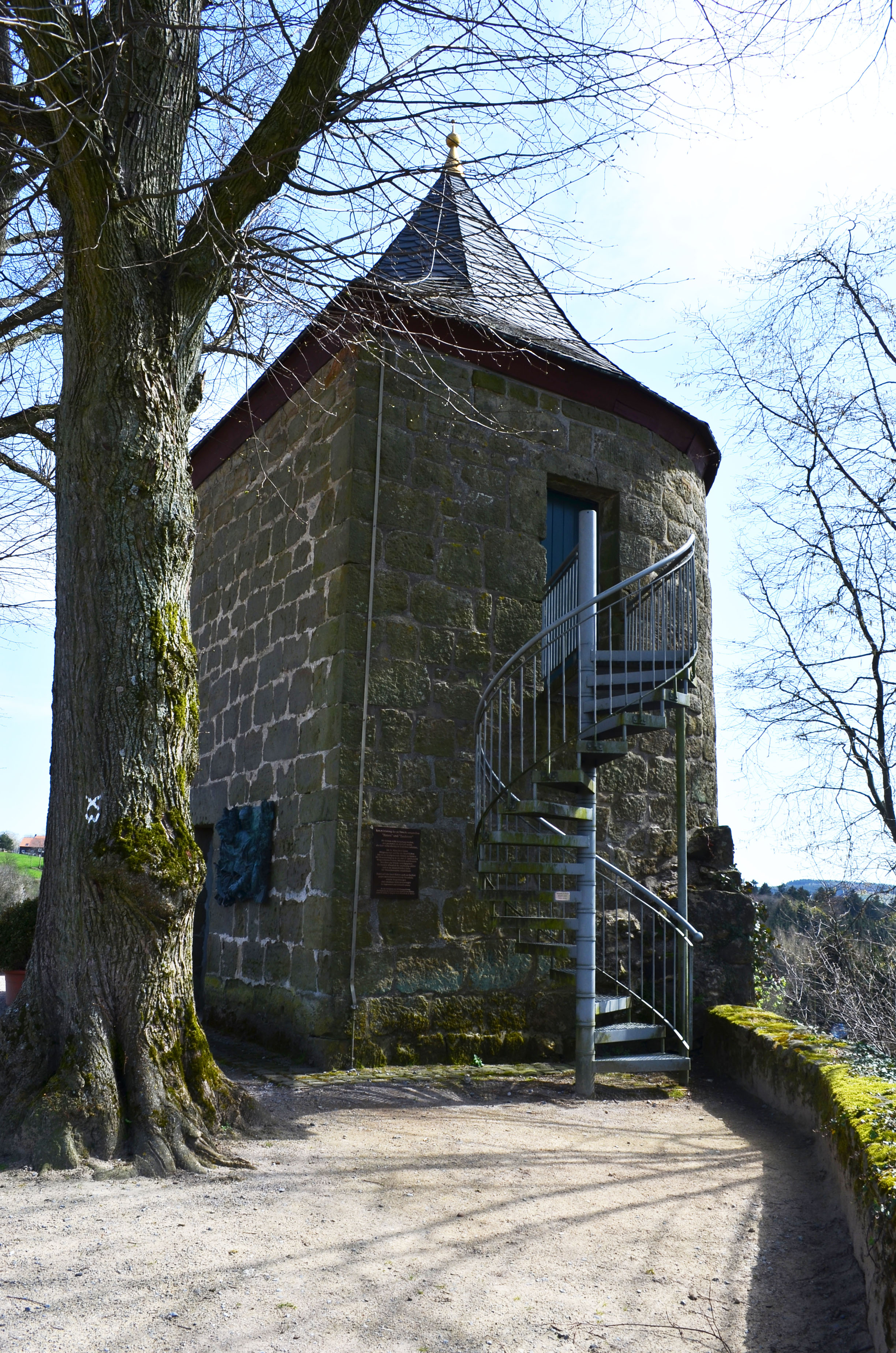
Der Hexenturm war auch Teil der Stadtbefestigung

Die Befestigungsanlage des 14. Jahrhunderts verband durch eine Stadtmauer vier Stadttore und elf Türme. Die gesamte Stadtmauer war etwa 3000 Meter lang. Die Anlage war zum Schutz der Einwohner z. B. in der Soester Fehde, im Dreißigjährigen Krieg oder in Kämpfen, die die Landesherren gegeneinander führten, und um Raubritter abzuwehren. Die Mauern waren zwischen 1,20 Meter und 1,80 Meter breit und um 3,00 Meter bis 3,50 Meter hoch. Die Dicke der Mauer verjüngte sich nach oben hin, wo der Wehrgang mit einer Mauerkrone, unterbrochen von Beobachtungs- und Schießlücken geschützt war. An Stellen, wo die Stadt mit seiner Lage auf einer Bergnase nicht mit Steilabfällen geschützt war, sondern in das offene Land überging, waren zusätzlich doppelte Grabenstücke angelegt.
Von der Stadtbefestigung blieben das Hachtor und der halbrunde Hexenturm sowie umfangreiche Reste der Stadtmauer erhalten. Heute ist die ehemalige Stadtmauer ein Rundweg um den historischen Stadtkern. Ein Bronzerelief mit der Darstellung der achten Glückseligpreisung der Verfolgten und Verleumdeten wurde 1991 angebracht und erinnert an die Zeiten der Hexenverbrennung. Es zeigt die Porträts des Jesuitenpaters Friedrich Spee und des Pfarrers Michael Stappert Michael Stapirius vor dem Hintergrund einer Hexenverbrennung.